# Wigandia urens
El chichicastle manzo, ortiga de tierra caliente o fiberglass plant (Wigandia urens) es una planta silvestre de la familia Hydrophyllaceae.

## Descripción

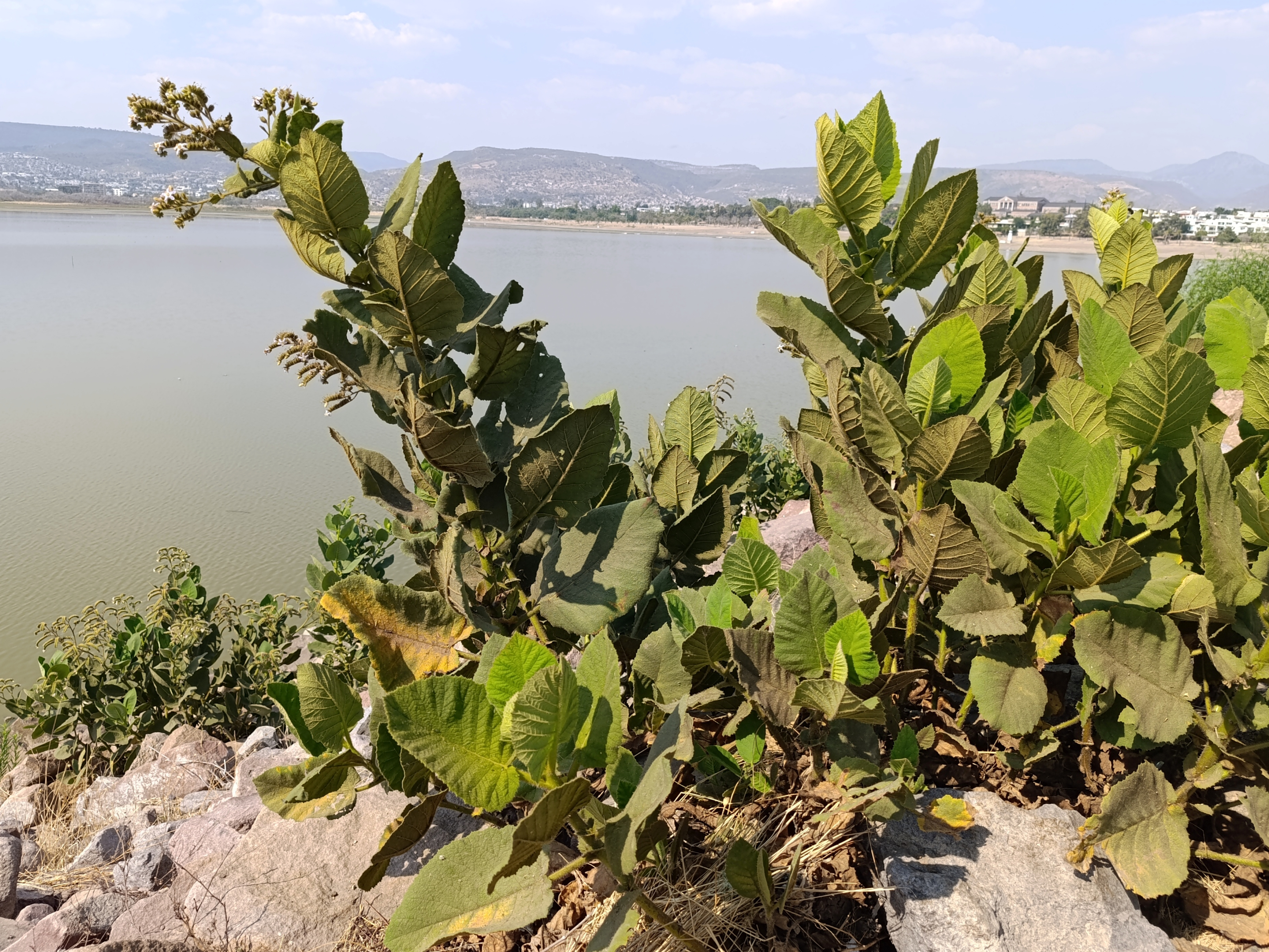
Vista de la planta

Es una planta arbustiva erecta de hasta 6 metros de altura que pueden desarrollar tricomas y pelos urticantes con pecíolos de 2.5 a 10 cm de longitud y hojas ovaladas de 5.5 a 50 cm de longitud y de 3.5 a 37 cm de ancho. Las flores desarrollan lóbulos de cáliz de 4 a 15 mm, con corolas anchamente campanuladas cuyos colores pueden diferir entre el púrpura, azul o lila blanquecino de 1.5 a 2.2 cm de longitud. Tiene estambres unidos a las corolas en un cuarto de su longitud y filamentos pilosos de 1.2 a 1.5 cm de largo en las 3 cuartas partes inferiores. Tiene anteras ligeramente oblongas de 3 a 6 mm.
Existe una variedad de insectos herbívoros asociados, entre los que se encuentran el chapulín de milpa, grillo llamativo, grillos de árbol, pulgón verde de durazno, polilla chichicastlera, polilla búho de manchas blancas, entre otros.

## Distribución y hábitat
Se puede encontrar en bosques de pino-encino, bosques mesófilos, selva baja caducifolia y matorrales xerófilos en altitudes desde las 20 hasta los 3000 m s. n. m. Se distribuye en Sinaloa, Durango, Nayarit, Zacatecas, Jalisco, Colima, Aguascalientes, Guanajuato, San Luis Potosí, Michoacán, Querétaro, Hidalgo, Estado de México, Ciudad de México, Tlaxcala, Morelos, Guerrero, Puebla, Veracruz, Oaxaca, Chiapas, todo Centroamérica hasta Colombia y Venezuela. Se han encontrado especímenes en Australia y África, considerándose también como una especie invasora en la zona occidental del Himalaya en la región de Uttarakhand en La India.

## Usos
Suele tener usos ornamentales, así como ceremoniales y religiosos. Se utiliza también como remedio para tratar afectaciones por sífilis, reumatismo e insomnio. También se ha demostrado que los extractos de metanol tienen capacidades antiinflamatorias, siendo comparables con el naproxeno.
Se han logrado aislar 3 derivados fenólicos que han demostrado actividad en el receptor de Quimiocina CCR5, por lo que estos tres derivados podrían ser un potencial preventivo contra el VIH.